# Thlaspi szovitsianum
Thlaspi szovitsianum är en korsblommig växtart som beskrevs av Pierre Edmond Boissier. Thlaspi szovitsianum ingår i släktet skärvfrön, och familjen korsblommiga växter. Inga underarter finns listade i Catalogue of Life.